# Anomala nikodymi
Anomala nikodymi är en skalbaggsart som beskrevs av Carsten Zorn 1998. Anomala nikodymi ingår i släktet Anomala och familjen Rutelidae. Inga underarter finns listade i Catalogue of Life.